# Sonata per pianoforte (Sibelius)
La sonata per pianoforte in fa maggiore, Op. 12, è una sonata per pianoforte in tre movimenti di Jean Sibelius, completata nel 1893. 

## Storia
Fu eseguita per la prima volta da Oskar Merikanto a Helsinki il 17 aprile 1895. Ilmari Hannikainen, un importante compositore finlandese, disse:

## Movimenti
1. Allegro
2. Andantino
3. Vivacissimo